# Coll Pregon (Sant Llorenç de Cerdans)
El Coll Pregon, abans Collada Pregona del Coll del Faig, és una collada situada a 952,6 m alt en el límit dels termes municipal de Maçanet de Cabrenys, de la comarca de l'Alt Empordà i comunal de Sant Llorenç de Cerdans, a la comarca del Vallespir (Catalunya del Nord).
Està situat a l'extrem sud-est del terme de Sant Llorenç de Cerdans i al nord-oest del de Maçanet de Cabrenys, al nord mateix del Puig Moixer, a llevant del Mas de la Nantilla.
En aquesr coll hi ha la fita transfronterera número 551, una fita grossa de pedra, de base quadrangular, capçada per una forma piramidal.